# 竹安孝博
竹安 孝博（たけやす たかひろ、1944年12月13日 - ）は、静岡県出身のプロゴルファー。

## 来歴
川奈ホテルゴルフコース出身で、1964年にプロ入り。プロテストの最終ラウンドでは2歳年上の青木功と一緒にプレーし、落後しそうな青木を「頑張れよ」と励ました。結果的に青木は14オーバーで合格ラインを1打上回るぎりぎり合格に対して、竹安は2アンダーでトップ合格を果たしている。
プロ入り後は府中カントリークラブでキャディをしていたこともあったが、1970年にはバッティンググリップをクロスハンドにする。
1973年にはダンロップ国際オープンで8位に入り、全日空札幌オープンでは初日に5番のロングホールでイーグルを出すなど、6アンダー66で首位に立った。1971年に陳健忠（ 中華民国）が出したコースレコードとタイ記録で、師匠の石井朝夫も驚いて「大地震が起きるぞ」と冷やかして笑うほどであった。竹安を紹介するプログラムの略歴の部分も空白で、ギャラリーからは「竹安はどんな選手だ」という声も挙がった。2日目には強風に悩まされて5オーバー77を叩き、能田征二、ロッド・ファンセス（ アメリカ合衆国）と並んでの10位タイに後退。ダンロップフェニックストーナメントの前身に当たる「全日空フェニックストーナメント」で村上隆・大場勲と並んでの6位タイに入る。
1975年の東北クラシックでは2日目に69をマークし、3日目には呂良煥（中華民国）・高橋信雄・陳健と並んでの8位タイに着け、最終日も69で森憲二・吉川一雄と並んでの5位タイに入った。
1977年のアジアサーキット・タイランドオープンでは最終日に追い上げて、前日から首位に立った秋富由利夫 、マーティ・ボーエン（アメリカ）と三つ巴のサドンデスプレーオフを争うが、延長2ホール目で敗退。許勝三&許渓山（中華民国）は抑え、ボーエンと並んでの2位タイに入る 。
帰国後の関東プロでは初日にスタート前のパット練習でカップを狙わず、正確にヒットするタッチの感じを掴むだけにした。インからスタートし、33度の厳しい暑さでコンディションの維持に追われる中、17番で2mのパットを沈めてからバーディーラッシュに見せる。18番でも1mを決めると勢いに乗り、3番まで連続5ホールをバーディー。4番のショートホールでは6mのスライスラインを僅かに外したが、5番から7番までまた3連続バーディーとする。9バーディーのうち、2番の4mが一番長く、18番の1mを除くと、いずれも2m前後の入れ頃であると同時に外し頃でもある嫌な距離を決めていった。9アンダー63の好スコアをマークし、中嶋常幸に3打差付けての首位でスタートするが、暑さに加えてピンの位置が難しくなった2日目には4オーバーと崩れ、初日4位スタートの森と5アンダーで並んでの3位タイに後退した。
日本プロでは初日に謝永郁（中華民国）と共にコースレコードタイの5アンダー67をマークして首位に立ち、2日目も36ホールボギー無しの通算8アンダーで首位を守るが、3日目には謝敏男（中華民国）と並んで首位に躍り出た中嶋と4打差の2位タイとなり、最終的には浦西武光・金海繁と並んでの10位タイに終わる。
ゴルフダイジェストトーナメントでは初日を尾崎将司・中村忠夫・川田時志春と並んでの7位タイでスタートし、2日目には川田・高橋勝成・藤間達雄と並んでの4位タイ、3日目には呂良・河野高明と並んでの7位タイに着け、最終日には6位に入った。
1978年の日本プロマッチプレーでは準々決勝で新井規矩雄を4-3で下すと、準決勝で同じ川奈出身で3年先輩の石井裕士と対戦し、前半からリード、8番でOBを打った石井に3アップと、いい流れで後半へ突入。10番で2m、13番で10mのロングパットを決めてプレッシャーをかけ、16番で石井がまたOBを叩くギブアップで4-2で決着。既に4日間で6ラウンドを戦い、体力的にも厳しい最終日の決勝（18ホール）は、同期の青木と対戦。青木が1番でいきなり手前10mのバーディーパットを強く打ったのがフックラインを描いてカップインし、竹安は後に「あれでがっくり来た」と振り返るほどの強烈な一打になり、3番でOBのギブアップ、6番で3パットと、調子が出ない前半となり、青木のペースになる。青木は11番パー5で2オンのバーディを奪って3アップとほぼ安全圏に入り、12番で落としたが、そのままドーミーホールの17番パー3へ入る。竹安が先に打った球はグリーン左エッジに止まったが、青木はカップまで10m近くあったところに1オン。グリーンと向かって歩き出す際には初めて青木と肩を並べ、最後は勝負を諦めた竹安が「17番まで連れてきてくれてありがとう」と青木に握手を求めた。結果的に17番を共にパーで収めて決着がつき2位に終わるが、試合後には青木から「おい、こんないいゴルフをするのに、なんでいつも上に来ないんだ」と言葉をかけられている。
1978年の関東プロでは初日を4アンダー68で中嶋・金井清一・横島由一・野辺地鼎と並んでの2位タイでスタートし、2日目には波多野修・小林富士夫・佐藤正一と並んでの7位タイ、3日目には5位に着け、最終日には青木・中嶋・横島・金井・草壁政治・尾崎将・謝敏に次ぐと同時に山田健一・中川泰一と並んでの9位タイ に入った。
後輩の奥田靖己はデビューして間もない頃に竹安と何回か回ったことがあるが、竹安はバックスウィングをゆっくり上げて、皆が憧れる豪打で放たれた球とは逆の球ながらも、なぜか落ちずにずっと飛んで飛距離はそこそこ出ている球質であった。奥田曰く「埃みたいな球」であり、20代後半の一時期に打ちたい思っていた球で、現在でも鮮明に覚えている。
1979年の千葉県オープンでは長谷川勝治・日吉定雄・草壁・小林・窪田茂に次ぐ6位タイに入り、KBCオーガスタでは2日目に鈴木規夫・内田袈裟彦と共に68をマークして金井と並んでの6位タイに浮上し、最終的にはグラハム・マーシュ（ オーストラリア）、金本章生・横井ジョウジと並んでの10位タイに入った。
1979年のダンロップフェニックスでは初日にフェアウェーを外したのは1、2、10番の3ホールだけとドライバーが安定し、ロングホールは無理に2オンを狙わず、3打目を正確に乗せる手堅さで、4つのバーディーはいずれも2m以内につけてのものであった。パットも左手を前に置く珍しいクロスハンドで打ったが、各選手が「速い」と気を使ったグリーンも気にならず、4バーディー、ノーボギーの見事なゴルフを見せて68で首位に立った。2日目には青木・中村通らと並んでの6位タイに後退したが、3日目には4位に着け、最終日にはサンディ・ライル（ スコットランド）と並んでの4位タイに入った。
1980年にはくずは国際で初日に67をマークして尾崎直道・山田・尾崎健夫・中嶋と並んでの3位タイでスタートし、最終日には金本・寺本一郎と並んでの7位タイに入った。岐阜関カントリー倶楽部開場15周年記念「岐阜関チェリーカップトーナメント」では初日を藤木三郎と並んでの3位タイでスタートし、2日目には藤木と共にスクリー・オンシャム（タイ）と並んでの2位タイに着け、最終日にはミヤ・アエ（ビルマ）、高橋五月・増田光彦・豊田明夫・寺本・藤木に次ぐと同時に河野・重信秀人と並んでの9位タイに入った。
1980年のフジサンケイクラシックでは初日を上原宏一と共に首位タイの矢部昭・安田春雄から1打差の3位タイでスタートし、2日目には単独3位となり、3日目にはインで4バーディーを取って追い上げて前日まで首位の安田を抜き、単独首位に立った尾崎将に肉薄の1打差2位に浮上。最終日にはマーシュに並ばれ、尾崎将の2位タイ  に終わった。
1981年の札幌とうきゅうオープンでは3日目には台湾勢が上位を占める中で磯崎功・入江勉と共に日本勢最上位となるテリー・ゲール（オーストラリア）と並んでの5位タイに着け、新潟県オープン では藤木・長谷川・湯原信光・井上幸一・陳健を抑えて優勝を飾る 。
1982年のKBCオーガスタでは2日目に森・鈴村照男・陳健振（中華民国）と並んでの10位タイに着け、最終日には鈴村照と共に泉川ピート・新井・鷹巣と並んでの7位タイに入った。
シニア転向後の1996年には第一生命カップシニアで中島弘二・渡辺修・松井利樹と並んでの9位タイ、HTBシニアクラシックでは郭吉雄（中華民国）・戸川一郎・原克己と並んでの7位タイに入った。
1997年の日本オープンを最後にレギュラーツアーから引退。

## 主な優勝
- 1981年 - 新潟県オープン